# Batizovce
Batizovce (Hongaars: Batizfalva, Duits: Botzdorf) is een Slowaakse gemeente in de regio Prešov, en maakt deel uit van het district Poprad.
Batizovce telt 2.256 inwoners.